# Х
X, x (en cursiva X, x) és una lletra de l'alfabet ciríl·lic. Present en tots els alfabets ciríl·lics d'idiomes eslaus, a l'alfabet búlgar, al rus, al belarús, a l'alfabet ucraïnès i als serbocroata i macedoni. Es pronuncia [x]. A l'antiguitat al sistema numeral ciríl·lic aquesta lletra tenia el valor numèric de sis-cents (600).

## Taula de codis
| Codificació de caràcters | Tipus     | Decimal | Hexadecimal | Octal  | Binari              |
| ------------------------ | --------- | ------- | ----------- | ------ | ------------------- |
| Unicode                  | Majúscula | 1061    | 0425        | 002045 | 0000 0100 0010 0101 |
| Unicode                  | Minúscula | 1093    | 0445        | 002105 | 0000 0100 0100 0101 |
| ISO 8859-5               | Majúscula | 197     | C5          | 305    | 1100 0101           |
| ISO 8859-5               | Minúscula | 229     | E5          | 345    | 1110 0101           |
| KOI 8                    | Majúscula | 232     | E8          | 350    | 1110 1000           |
| KOI 8                    | Minúscula | 200     | C8          | 308    | 1100 1000           |
| Windows 1251             | Majúscula | 213     | D5          | 325    | 1101 0101           |
| Windows 1251             | Minúscula | 245     | F5          | 365    | 1111 0101           |